# Carl Heinrich Schultz Bipontinus
Pour les articles homonymes, voir Schultz.
Carl Heinrich Schultz dit Bipontinus est un médecin et un botaniste bavarois, né le 30 juin 1805 à Deux-Ponts et mort le 17 décembre 1867 à Deidesheim.
Il latinise son nom en Schultz Bipontinus pour ne pas être confondu avec son frère aîné Friedrich Wilhelm Schultz (1804–1876) également botaniste.
Il est notamment l’auteur de :
- Bearbeiten Analysis Cichoriacearum Palatinatus (1841) ;
- Beitrag zur Geschichte und geographischen Verbreitung der Cassiniaceen (1866).